# Taula d'orientació

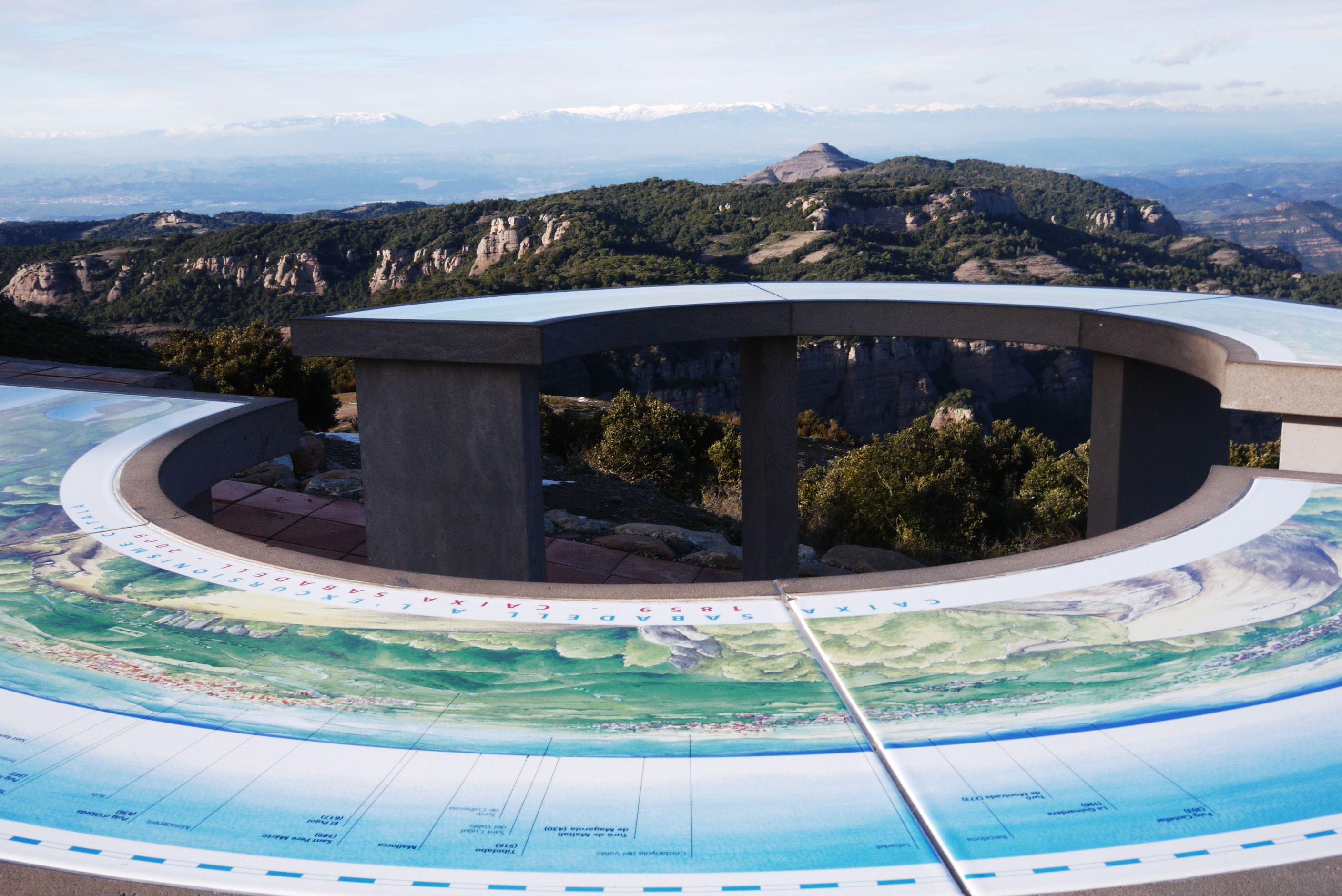
Antiga taula d'orientació situada al cim de la Mola, al Vallès Occidental

Una taula d'orientació és un tipus de construcció que normalment es troba al cim de turons, muntanyes o en miradors situats en llocs elevats i que indica la direcció, i sovint la distància, d'elements geogràfics notables que es veuen des d'aquell punt. Normalment, s'hi indiquen els punts cardinals, o, almenys, el nord geogràfic.
Una taula d'orientació consisteix, generalment, en una placa circular o d'altres formes, muntada horitzontalment sobre un pedestal i on s'hi representa el paisatge que hi ha a l'entorn. Normalment estan fetes de metall i posades al damunt d'un pedestal metàl·lic, de ciment, o d'altres materials resistents.